# Salviinae
Sous-tribu
Les Salviinae sont une sous-tribu de plantes à fleurs de la famille des Lamiaceae, de la sous-famille des Nepetoideae et de la tribu des Mentheae.
Le genre type est Salvia L.

## Liste des Genres
Lepechinia – Melissa – Salvia

## Publication originale
- Endlicher S.L., 1836–1840. Genera plantarum secundum ordines naturales disposita. (pp I–LX, 1–1484). Vindobonae (Vienna).